# رجال لا يخافون الموت (فلم)
رجال لا يخافون الموت فيلم مصري من إنتاج ماري كويني عام 1973، بطولة فريد شوقي وسهير رمزي، إخراج نادر جلال.

## قصة الفيلم
قصة الفيلم عن إحدى العصابات التي سرقت مجوهرات من إحدى المصارف وتهرب بها إلى الصحراء، وهناك يحدث اشتباك بين أفراد العصابة شوقي وسمير وجو وقطاع الطرق في الصحراء
يعيش الريس حامد مع زميلهِ خميس والشاب يسري أثناء تدريب يسري مع الأسطى حامد قيصاب يسري وينقل مع الأسطى حامد إلى المستشفى، وتذهب معهم نادية الممرضة وفي الطريق يتقابلون مع العصابة، يطلب حامد من نادية ضرورة الإتصال بالشرطة فتتصل نادية بالشرطة عن طريق جهاز اللاسلكي، ويحاول أحد أفراد العصابة الاعتداء على نادية، فيحميها حامد وينقذها ويحكي لها مدى خصومته مع النساء وقصة عدائهُ لهن، فيتقاتل أفراد العصابة وقطاع الطرق، ويهرب حامد ونادية لحظة وصول الشرطة التي تتمكن من القبض على بقية العصابة.

## بطولة
- فريد شوقي: (حامد)
- سهير رمزي: (نادية)
- حسن حامد: (شوقي)
- توفيق الدقن: (خميس)
- محمد صبيح: (جو)
- مجدي وهبة: (سمير)
- منى والي
- ناجي أنجلو: (يُسري)
- سيد عبد الله: (الطبيب)
- حسن أنيس: (حسين)
- أحمد جمهورية
- لويس يوسف
- سامح السيد

## فريق العمل
- إخراج: نادر جلال
- تأليف: سمير نوار
- إنتاج: ماري كويني
- توزيع: أفلام جلال
- مونتاج: صلاح عبد الرازق
- موسيقى تصويرية: فؤاد الظاهري
- مدير التصوير: عبد المنعم بهنسي

## وصلات خارجية
- مقالات تستعمل روابط فنية بلا صلة مع ويكي بيانات
- صفحة الفيلم في قاعدة بيانات الأفلام العربية